# CFBDS J095914+023655
CFBDS J095914+023655 — коричневый карлик спектрального класса Т3 в созвездии Секстанта. Он был опубликован в 2008 году Филиппом Делермом.

## Ссылки

Таблица секстанов IAU